# Игуанодон са Нове Гвинеје
"Игуанодон" са Нове Гвинеје (енгл. New Guinea Iguanodon) је наводно криптид са острва Нова Гвинеја.

## Опис криптида
Према опису наликује на диносаура Игуанодона. Величине је камиона за отпад, креће се на двије задље ноге подупирући се репом, на предњим ногама има оштре канџе и служи се са њима да привуче гране са дрвећа ка устима, има облик главе сличан крављој (само без ушију и рогова), крљуштаву кожу и дуги реп сличан крокодилском.

## Могуће објашњење овог криптида
Према изнесеним чињеницама у извјештајима о виђању овог криптида може се рећи да се ради о измишљеном догађају. У овим извјештајима су изнесени детаљи којима је приказан изглед врсте диносаура Игуанодон бернисартенсис (лат. Iguanodon bernissartensis) са почетка 20ог вјека. Данас знамо да је овакав описи ове врсте нетачан, јер Игуанодон није био велики, троми, хладнокрвни, чудовишни гмизавац прекривене крљуштавом кожом као код гуштера и крокодила, који вуче реп иза себе. Осим тога у овом случају криптид је животиња која је прилагођена водоземном животу, што је у поређењу са Игуанодоном драстично различито јер је Игуанодон прилагођен животу на копну.

## Хронологија сусрета са овим бићем и виђења
- 1999. године у језеру Мари је виђено наводно велико биће. Исте године пастор Хришћанске адвентистичке цркве је наводно угледао биће сличног изгледа на обали језера.